# Verein für Leibesübungen von 1899 1978-1979
Questa voce raccoglie le informazioni riguardanti il Verein für Leibesübungen von 1899 nelle competizioni ufficiali della stagione 1978-1979.

## Stagione
Nella stagione 1978-1979 l'Osnabrück, allenato da Radoslav Momirski e Helmut Kalthoff, concluse il campionato di 2. Bundesliga al 18º posto. In Coppa di Germania l'Osnabrück fu eliminato agli ottavi di finale dal RW Oberhausen.

## Rosa
| N. |                     | Ruolo | Calciatore            |
| -- | ------------------- | ----- | --------------------- |
|    | Germania (bandiera) | P     | Rolf Meyer            |
|    | Germania (bandiera) | P     | Uwe Seiler            |
|    | Germania (bandiera) | D     | Klaus Baumanns        |
|    | Germania (bandiera) | D     | Wolfgang Berg         |
|    | Germania (bandiera) | D     | Hans-Georg Brinkrolf  |
|    | Germania (bandiera) | D     | Ulrich Büscher        |
|    | Germania (bandiera) | D     | Lothar Gans           |
|    | Germania (bandiera) | D     | Detlef Schnier        |
|    | Germania (bandiera) | D     | Wolfgang Schröder     |
|    | Germania (bandiera) | D     | Karl-Friedrich Wessel |
|    | Germania (bandiera) | C     | Holger Gerth          |
|    | Germania (bandiera) | C     | Detlev Hegekötter     |

| N. |                     | Ruolo | Calciatore         |
| -- | ------------------- | ----- | ------------------ |
|    | Germania (bandiera) | C     | Wolfgang Loos      |
|    | Germania (bandiera) | C     | Reinhold Nordmann  |
|    | Germania (bandiera) | C     | Günter Schäfer     |
|    | Germania (bandiera) | C     | Ewald Schmid       |
|    | Germania (bandiera) | C     | Michael Strunck    |
|    | Germania (bandiera) | C     | Harald Wiesler     |
|    | Serbia (bandiera)   | A     | Pedro Milasincic   |
|    | Germania (bandiera) | A     | Ralf Nieberg       |
|    | Germania (bandiera) | A     | Norbert Placke     |
|    | Germania (bandiera) | A     | Gerd-Volker Schock |
|    | Germania (bandiera) | A     | Andreas Wagner     |

## Organigramma societario
Area tecnica
- Allenatore: Helmut Kalthoff
- Allenatore in seconda:
- Preparatore dei portieri:
- Preparatori atletici:

## Calciomercato

### Sessione estiva
| Acquisti | Acquisti              | Acquisti          | Acquisti |
| R.       | Nome                  | da                | Modalità |
| -------- | --------------------- | ----------------- | -------- |
| D        | Ulrich Büscher        | Arminia Bielefeld |          |
| C        | Holger Gerth          | Oldenburg         |          |
| P        | Rolf Meyer            | Werder Brema      |          |
| A        | Pedro Milasincic      | Bonner            |          |
| A        | Andreas Wagner        | Concordia Amburgo |          |
| D        | Karl-Friedrich Wessel | Werder Brema      |          |

| Cessioni | Cessioni           | Cessioni             | Cessioni |
| R.       | Nome               | a                    | Modalità |
| -------- | ------------------ | -------------------- | -------- |
| P        | Wolfgang Dramsch   | Alemannia Aquisgrana |          |
| D        | Volker Faß         | Friburgo             |          |
| A        | Heinz-Dieter Greif | Westfalia Herne      |          |
| C        | Alfred Hußner      | Young Boys           |          |
| A        | Herbert Mühlenberg | VfB Rheine           |          |

### Sessione invernale
| Acquisti | Acquisti     | Acquisti | Acquisti |
| R.       | Nome         | da       | Modalità |
| -------- | ------------ | -------- | -------- |
| C        | Ewald Schmid | Würzburg |          |

| Cessioni | Cessioni | Cessioni | Cessioni |
| R.       | Nome     | a        | Modalità |
| -------- | -------- | -------- | -------- |

## Risultati

### 2. Bundesliga

#### Girone di andata
| Arbitro: | Möller |

|                         |           |            |
| Lindner 22’ Liedtke 71’ | Marcatori | 50’ Schock |

| Arbitro: | Osmers |

|            |           |             |
| Schock 45’ | Marcatori | 66’ Reiners |

| Arbitro: | Filipiak |

|                   |           |                            |
| Fos 38’ Gorka 83’ | Marcatori | 10’, 81’ Wagner 12’ Schock |

| Arbitro: | Burgers |

|                 |           |             |
| Wagner 10’, 65’ | Marcatori | 75’ Mödrath |

| Arbitro: | Wahmann |

|                           |           |  |
| Szech 18’, 68’ Herzog 79’ | Marcatori |  |

| Arbitro: | Broska |

|                       |           |  |
| Wagner 64’ Schock 65’ | Marcatori |  |

| Arbitro: | Horeis |

|                                |           |                             |
| Wendlandt 10’, 35’ (rig.), 86’ | Marcatori | 20’ Gerth 88’ (rig.) Schock |

| Arbitro: | Ohmsen |

|                       |           |  |
| Wagner 35’ Schock 88’ | Marcatori |  |

| Arbitro: | Kindervater |

|                             |           |                  |
| Strunck 10’, 50’ Wagner 65’ | Marcatori | 45’ (rig.) Budde |

| Arbitro: | Teichert |

|                                |           |                         |
| Hannemann 27’ Steffenhagen 54’ | Marcatori | 75’ Nordmann 81’ Schock |

| Arbitro: | Brückner |

|            |           |           |
| Schock 24’ | Marcatori | 54’ Klein |

| Arbitro: | Malbranc |

|                                                   |           |                   |
| Kosien 36’ (rig.), 62’ Mauthe 41’ Eigenwillig 89’ | Marcatori | 82’ (rig.) Schock |

| Arbitro: | Horeis |

|  |           |              |
|  | Marcatori | 75’ Elfering |

| Arbitro: | Wippker |

|                                    |           |  |
| Patzke 31’ Ehmke 36’ Mannebach 57’ | Marcatori |  |

| Arbitro: | Topolewski |

|            |           |                   |
| Wagner 43’ | Marcatori | 39’ Joachimsmeier |

| Arbitro: | Heymann |

|           |           |          |
| Sagna 36’ | Marcatori | 66’ Gans |

| Arbitro: | Hennig |

|  |           |                  |
|  | Marcatori | 31’, 49’ Jürgens |

| Arbitro: | Fiene |

|                                          |           |  |
| Kehr 2’, 67’, 84’ (rig.) Clute-Simon 63’ | Marcatori |  |

| Arbitro: | Lins |

|           |           |              |
| Schock 6’ | Marcatori | 59’ Mattsson |

#### Girone di ritorno
| Arbitro: | Niemann |

|              |           |  |
| Nordmann 12’ | Marcatori |  |

| Arbitro: | Winkler |

|            |           |  |
| Zimmer 64’ | Marcatori |  |

| Arbitro: | Barnick |

|                              |           |              |
| Schock 41’ (rig.) Wagner 59’ | Marcatori | 88’ Fritsche |

| Arbitro: | Wichmann |

|                                    |           |                 |
| Mödrath 33’ Bone 45’ Goll 64’, 72’ | Marcatori | 70’, 74’ Schock |

| Arbitro: | Ohmsen |

|            |           |                                  |
| Schock 75’ | Marcatori | 63’ Brücken 72’ Szech 87’ Klimke |

| Arbitro: | Prinz |

|                               |           |  |
| Behrends 6’ (rig.) Mrosko 54’ | Marcatori |  |

| Osnabrück 11 marzo 1979 26ª giornata | Osnabrück | 0 – 0 referto | Holstein Kiel | Stadion an der Bremer Brücke (3 000 spett.)\| Arbitro: \| Milkert \| |
| Arbitro:                             | Milkert   |               |               |                                                                      |

| Arbitro: | Schütte |

|                                 |           |  |
| Hansen 40’, 82’ Stolzenburg 57’ | Marcatori |  |

| Arbitro: | Brückner |

|            |           |                       |
| Hayduk 13’ | Marcatori | 43’ Schock 70’ Schmid |

| Arbitro: | Heymann |

|                     |           |                         |
| Schock 17’ Berg 55’ | Marcatori | 25’ Feilzer 53’ Neumann |

| Arbitro: | Teichert |

|                    |           |                         |
| Czizewski 21’, 65’ | Marcatori | 22’ Nordmann 48’ Wagner |

| Arbitro: | Mölm |

|                                        |           |                                     |
| Wagner 41’ Schäfer 69’ Schock 70’, 83’ | Marcatori | 3’, 19’ Wischniewski 4’ Eigenwillig |

| Arbitro: | Eschenbach |

|                       |           |            |
| Lenz 81’ Elfering 85’ | Marcatori | 50’ Schock |

| Arbitro: | Kopka |

|            |           |                     |
| Wagner 23’ | Marcatori | 38’ Bartel 58’ Mill |

| Arbitro: | Richter |

|                                                |           |                     |
| Grzelak 27’, 64’ Offermanns 56’ Goscianiak 90’ | Marcatori | 30’ Schock 46’ Berg |

| Arbitro: | Gathmann |

|                                           |           |                     |
| Wagner 30’ Hegekötter 36’ Schock 80’, 88’ | Marcatori | 17’ Schatzschneider |

| Arbitro: | Ahlenfelder |

|            |           |  |
| Kaczor 14’ | Marcatori |  |

| Arbitro: | Schütte |

|                       |           |                             |
| Schock 49’ Wagner 85’ | Marcatori | 47’, 51’, 79’ (rig.) Stradt |

| Arbitro: | Uhlig |

|                                    |           |  |
| Lüttges 54’ Mentzel 62’ Funkel 66’ | Marcatori |  |

### Coppa di Germania
| Arbitro: | Ahlenfelder |

|  |           |                     |
|  | Marcatori | 73’ Wagner 88’ Gans |

| Arbitro: | Walz |

|                                                        |           |                                               |
| Horsmann 16’ Müller 31’ (rig.), 44’ (rig.), 51’ (rig.) | Marcatori | 27’, 29’, 71’ Wagner 41’ Nordmann 69’ Strunck |

| Arbitro: | Glasneck |

|                        |           |            |
| Wessel 41’ Wiesler 73’ | Marcatori | 53’ Ludwig |

| Arbitro: | Kohnen |

|                     |           |  |
| Bachmann 56’ (rig.) | Marcatori |  |

## Statistiche

### Statistiche di squadra
| Competizione      | Punti | In casa | In casa | In casa | In casa | In casa | In casa | In trasferta | In trasferta | In trasferta | In trasferta | In trasferta | In trasferta | Totale | Totale | Totale | Totale | Totale | Totale | DR  |
| Competizione      | Punti | G       | V       | N       | P       | Gf      | Gs      | G            | V            | N            | P            | Gf           | Gs           | G      | V      | N      | P      | Gf     | Gs     | DR  |
| ----------------- | ----- | ------- | ------- | ------- | ------- | ------- | ------- | ------------ | ------------ | ------------ | ------------ | ------------ | ------------ | ------ | ------ | ------ | ------ | ------ | ------ | --- |
| 2. Bundesliga     | 29    | 19      | 8       | 6       | 5       | 30      | 24      | 19           | 2            | 3            | 14           | 19           | 47           | 38     | 10     | 9      | 19     | 49     | 71     | -22 |
| Coppa di Germania | -     | 1       | 1       | 0       | 0       | 2       | 1       | 3            | 2            | 0            | 1            | 7            | 5            | 4      | 3      | 0      | 1      | 9      | 6      | +3  |
| Totale            | 29    | 20      | 9       | 6       | 5       | 32      | 25      | 22           | 4            | 3            | 15           | 26           | 52           | 42     | 13     | 9      | 20     | 58     | 77     | -19 |

### Andamento in campionato
| Giornata  | 1  | 2  | 3 | 4 | 5  | 6 | 7  | 8 | 9 | 10 | 11 | 12 | 13 | 14 | 15 | 16 | 17 | 18 | 19 | 20 | 21 | 22 | 23 | 24 | 25 | 26 | 27 | 28 | 29 | 30 | 31 | 32 | 33 | 34 | 35 | 36 | 37 | 38 |
| --------- | -- | -- | - | - | -- | - | -- | - | - | -- | -- | -- | -- | -- | -- | -- | -- | -- | -- | -- | -- | -- | -- | -- | -- | -- | -- | -- | -- | -- | -- | -- | -- | -- | -- | -- | -- | -- |
| Luogo     | T  | C  | T | C | T  | C | T  | C | C | T  | C  | T  | C  | T  | C  | T  | C  | T  | C  | C  | T  | C  | T  | C  | T  | C  | T  | T  | C  | T  | C  | T  | C  | T  | C  | T  | C  | T  |
| Risultato | P  | N  | V | V | P  | V | P  | V | V | N  | N  | P  | P  | P  | N  | N  | P  | P  | N  | V  | P  | V  | P  | P  | P  | N  | P  | V  | N  | N  | V  | P  | P  | P  | V  | P  | P  | P  |
| Posizione | 13 | 14 | 8 | 6 | 11 | 7 | 10 | 8 | 5 | 6  | 4  | 8  | 10 | 12 | 12 | 11 | 15 | 16 | 17 | 15 | 17 | 14 | 15 | 16 | 18 | 18 | 18 | 17 | 17 | 16 | 15 | 17 | 17 | 17 | 17 | 17 | 18 | 18 |

Legenda:

Luogo: C = Casa; T = Trasferta. Risultato: V = Vittoria; N = Pareggio; P = Sconfitta.

### Statistiche dei giocatori
| Giocatore     | 2. Bundesliga | 2. Bundesliga | 2. Bundesliga | 2. Bundesliga | Coppa di Germania | Coppa di Germania | Coppa di Germania | Coppa di Germania | Totale   | Totale | Totale      | Totale     |
| Giocatore     | Presenze      | Reti          | Ammonizioni   | Espulsioni    | Presenze          | Reti              | Ammonizioni       | Espulsioni        | Presenze | Reti   | Ammonizioni | Espulsioni |
| ------------- | ------------- | ------------- | ------------- | ------------- | ----------------- | ----------------- | ----------------- | ----------------- | -------- | ------ | ----------- | ---------- |
| K. Baumanns   | 23            | 0             | 1             | 1             | 3                 | 0                 | 0                 | 0                 | 26       | 0      | 1           | 1          |
| W. Berg       | 17            | 2             | 1             | 0             | 1                 | 0                 | 0                 | 0                 | 18       | 2      | 1           | 0          |
| H. Brinkrolf  | 19            | 0             | 1             | 0             | 3                 | 0                 | 0                 | 0                 | 22       | 0      | 1           | 0          |
| U. Büscher    | 19            | 0             | 2             | 0             | 1                 | 0                 | 0                 | 0                 | 20       | 0      | 2           | 0          |
| L. Gans       | 29            | 1             | 2             | 0             | 3                 | 1                 | 2                 | 0                 | 32       | 2      | 4           | 0          |
| H. Gerth      | 22            | 1             | 1             | 0             | 2                 | 0                 | 0                 | 0                 | 24       | 1      | 1           | 0          |
| D. Hegekötter | 29            | 1             | 3             | 0             | 3                 | 0                 | 0                 | 0                 | 32       | 1      | 3           | 0          |
| W. Loos       | 18            | 0             | 1             | 0             | 1                 | 0                 | 0                 | 0                 | 19       | 0      | 1           | 0          |
| R. Meyer      | 37            | 0             | 1             | 0             | 4                 | 0                 | 1                 | 0                 | 41       | 0      | 2           | 0          |
| P. Milasincic | 5             | 0             | 0             | 0             | 1                 | 0                 | 0                 | 0                 | 6        | 0      | 0           | 0          |
| W. Mittendorf | 5             | 0             | 0             | 0             | 0                 | 0                 | 0                 | 0                 | 5        | 0      | 0           | 0          |
| R. Nieberg    | 1             | 0             | 0             | 0             | 0                 | 0                 | 0                 | 0                 | 1        | 0      | 0           | 0          |
| R. Nordmann   | 33            | 3             | 5             | 0             | 3                 | 1                 | 1                 | 0                 | 36       | 4      | 6           | 0          |
| N. Placke     | 0             | 0             | 0             | 0             | 0                 | 0                 | 0                 | 0                 | 0        | 0      | 0           | 0          |
| E. Schmid     | 12            | 1             | 2             | 0             | 1                 | 0                 | 0                 | 0                 | 13       | 1      | 2           | 0          |
| D. Schnier    | 15            | 0             | 2             | 0             | 1                 | 0                 | 0                 | 0                 | 16       | 0      | 2           | 0          |
| G. Schock     | 38            | 23            | 4             | 0             | 4                 | 0                 | 0                 | 0                 | 42       | 23     | 4           | 0          |
| W. Schröder   | 20            | 0             | 1             | 0             | 4                 | 0                 | 1                 | 0                 | 24       | 0      | 2           | 0          |
| G. Schäfer    | 23            | 1             | 1             | 0             | 2                 | 0                 | 0                 | 1                 | 25       | 1      | 1           | 1          |
| U. Seiler     | 1             | 0             | 0             | 0             | 0                 | 0                 | 0                 | 0                 | 1        | 0      | 0           | 0          |
| M. Strunck    | 24            | 2             | 1             | 0             | 3                 | 1                 | 0                 | 0                 | 27       | 3      | 1           | 0          |
| A. Wagner     | 35            | 14            | 5             | 0             | 4                 | 4                 | 0                 | 0                 | 39       | 18     | 5           | 0          |
| K. Wessel     | 36            | 0             | 0             | 0             | 4                 | 1                 | 2                 | 0                 | 40       | 1      | 2           | 0          |
| H. Wiesler    | 12            | 0             | 1             | 0             | 3                 | 1                 | 0                 | 0                 | 15       | 1      | 1           | 0          |